# Joseph Faro
Joseph Faro (occasionnellement Farrell, Firra ou Faroe, fl. 1694-1696) est un pirate de Newport actif pendant l'âge d'or de la piraterie, principalement dans l'océan Indien. Il est surtout connu pour avoir navigué aux côtés de Thomas Tew et rejoint la flotte de pirates de Henry Every, qui a capturé et pillé le Gunsway, un riche navire moghol transportant une quantité colossale d’or et de pierreries.

## Biographie
En 1694, un certain nombre de navires pirates partent de Newport avec Tew, dont fait partie le Portsmouth Adventure, un trois-mâtes de 90 tonneaux, 6 canons et 60 hommes appartenant à Joseph Bankes (ou Banks). Bankes avait transféré sa lettre de marque à Joseph Faro, qui dirige alors le Portsmouth Adventure.. Parmi l'équipage se trouve le futur capitaine pirate Dirk Chivers.
En 1695, après presque un an de voyage, Tew, Faro et trois autres capitaines (William Mayes, Richard Want et Thomas Wake) se joignent à Every, dirigeant le Fancy, et attendent le convoi moghol chargé de trésors. Le convoi parvient à s'échapper, à l'exception d'un navire retardataire, le Gunsway, et son escorte, le Fateh Mohammed, qui seront capturés et pillés par les pirates, principalement par Every. Tew est tué au début de la bataille tandis que Want et Wake ne peuvent pas suivre le rythme des autres navires et sont distancés. Le navire de Faro a une vitesse suffisante mais il ne reçoit pas sa part du butin, Every affirmant qu'il n'a pas participé à la bataille. Le Pearl de May avait dû être remorqué jusque sur les lieux de la bataille. Il obtient une partie du butin, mais Every le reprendra presque intégralement après que son équipage a découvert que les hommes du Pearl avaient rogné leurs pièces d'or.
Par la suite, Faro navigue dans le golfe Persique, toujours à bord du Portsmouth Adventure, puis revient à Madagascar, et enfin fait naufrage à Mayotte. Naviguant en direction des Bahamas, Every porte secours à Faro et à une partie de son équipage. Une partie de l'équipage de Faro se joint à Every, et quelques-uns parviennent même à retourner à Newport, tandis que Chivers et d'autres sont laissés sur place et seront ensuite secourus par Robert Glover sur le Resolution. Faro deviendra ensuite capitaine du sloop le Sea Flower, qui amènera Every en Irlande lorsque ce dernier prendra sa retraite.